# Иван Мстиславич (князь козельский)
Иван Мстиславич (ум. ок. 1238) — предположительно князь Козельский в 1223—1238 гг.

## Биография
Иван происходил из черниговских Ольговичей. В летописях он не не упоминается, однако его имя присутствует в елецком и северском синодике, где поминаются князья Дмитрий, Андрей, Иван и Гавриил Мстиславичи. По версии архиепископа Филарета, исследовавшего синодики, они были сыновьями черниговского князя Мстислава Святославича и его жены Марфы, эту версию поддерживает и Р. В. Зотов. Другой исследователь, Н. Д. Квашнин-Самарин, считает их сыновьями черниговского князя Мстислава Глебовича (Войтович Л. В. таковым считает только Андрея).
По версии Войтовича Л. В., после гибели в битве битве на Калке отца Ивана и брата, козельского князя Дмитрия Мстиславича, Иван стал козельским князем и умер около 1238 года. Поскольку в поздних родословных козельский князь Василий, который во время монгольского нашествия был убит при захвате монголами Козельска, ошибочно показывался сыном жившего в следующем веке Ивана Титовича, то его отчеством было Иванович; таким образом, исследователь считает Василия сыном Ивана Мстиславича.